# Oxalis hernandezii
Oxalis hernandezii là một loài thực vật có hoa trong họ Chua me đất. Loài này được DC. mô tả khoa học đầu tiên năm 1824.